# Крель, Софи
Со́фи Крель (нем. Sofie Krehl; 22 сентября 1995 года, Кемптен, Бавария, Германия) — немецкая лыжница, серебряный призёр зимних Олимпийских игр 2022 года в эстафете.

## Спортивная карьера
Софи Крель участвовала в чемпионате мира среди юниоров в Валь-ди-Фьемме в 2014 году и заняла там 35-е место в спринте. На чемпионате мира среди юниоров 2015 года в Алматы Крель завоевала бронзу в эстафете, десятое место в спринте и 27-е место в скиатлоне. В январе 2016 года она провела свою первую гонку Кубка мира в Нове-Месте, заняв седьмое место в эстафете. В 2016 году на чемпионате мира до 23 лет в Рышнове она заняла 24-е место на дистанции 10 км классическим стилем и восьмое место на 10 км вольным стилем и в спринте. В начале сезона 2016/17 она впервые стартовала в одиночном разряде Кубка мира в Давосе, заняв 28-е место в спринте. На чемпионате мира до 23 лет 2017 года в Солдер Холлоу (Юта) она заняла 12-е место в скиатлоне, 11-е место на дистанции 10 км вольным стилем и пятое место в спринте. На своем первом чемпионате мира по лыжным гонкам 2017 года в Лахти она заняла 17-е место в спринте и 16-е место в скиатлоне. На чемпионате мира по лыжным гонкам 2019 года в Зеефельде она заняла 28-е место в спринте и 25-е место в скиатлоне.
На зимних Олимпийских играх 2022 Крель заняла 17-е место в 15-километровом лыжном скиатлоне и 12-е место в спринте свободным стилем. В лыжной эстафете 4×5 км Крель вместе со сборной Германии неожиданно выиграла серебряные медали.

## Результаты

### Олимпийские игры
| Олимпийские игры | Спринт | Командный спринт | 10 км | 7,5+7,5 км | 30 км | Эстафета |
| ---------------- | ------ | ---------------- | ----- | ---------- | ----- | -------- |
| 2022 Пекин       | 12     | —                | —     | 17         | —     | 2        |

### Чемпионаты мира по лыжным видам спорта
| Чемпионат мира  | Спринт | Командный спринт | 10 км раздельный старт | 7,5+7,5 км скиатлон | 30 км масс-старт | Эстафета |
| --------------- | ------ | ---------------- | ---------------------- | ------------------- | ---------------- | -------- |
| 2017 Лахти      | 17     | —                | —                      | 16                  | —                | —        |
| 2019 Зефельд    | 28     | —                | —                      | 25                  | —                | —        |
| 2021 Оберстдорф | 23     | 9                | —                      | —                   | 22               | —        |